# Costa Kalundborg
"Costa Kalundborg" er en sang af den danske gruppe Shu-bi-dua, fra deres ottende album, Shu-bi-dua 8. Temaet for sangen er klimaforandringer og global opvarmning, særligt med Danmark i fokus. I nummeret vendes tingene dog på hovedet, så "Sahara bli'r til is" og "Danmark bli'r det nye tropeferie-paradis".

## Baggrund
Idéen til "Costa Kalundborg" blev ifølge forsanger Michael Bundesen skabt ombord på hans daværende sejlbåd Ben Gun, som han, i selskab med et par kammerater, havde liggende i industridelen af Kalundborg Havn. Om sommeren sejlede de rundt på Kalundborg Fjord samt i andre danske farvande, og når de gik fra borde, besøgte de Kalundborgs værtshuse. Idéen blev samlet op af den øvrige del af Shu-bi-duas tekstkollektiv og skrevet færdig under en arbejdsferie i Schweiz.
Ifølge guitarist Claus Asmussen begyndte bandet under skrivningen at forestille sig et tropisk Kalundborg med sandstrande, badegæster og palmer, ikke mindst fordi datidens klimadebat (1981-82) fokuserede på den stigende varme skabt af huller i ozonlaget samt en øget freon-mængde, og ikke på en CO2-bekymring som i 2020'erne. Bandets keyboardspiller Willy Pedersen lavede hurtigt en melodi i selskab med Michael Hardinger, og nummeret tog ca. en halv time at fuldføre for hele tekstkollektivet.

## Udgivelsen
"Costa Kalundborg" udkom som single i 1982 sammen med "We Wanna Be Free", der ligeledes stammede fra 8'eren. Nummeret blev populært og regnes i dag blandt bandets store hits. Mens Shu-bi-dua fortsat var aktivt spillende, blev det nærmest et folkekrav, at "Costa Kalundborg" var på sætlisten, når bandet gav koncert i Kalundborg og omegn. Da gruppen en enkelt gang glemte sangen, opstod der stor utilfredshed, og Shu-bi-dua måtte herefter indskrive i Kalundborg Rock'er-kontrakten, at det populære nummer skulle spilles.

## Medvirkende
- Michael Bundesen: Sang
- Michael Hardinger: Guitar, kor
- Claus Asmussen: Guitar, kor
- Kim Daugaard: Bas, kor
- Willy Pedersen: Klaver, Orgel
- Kasper Winding: trommer